# Toplitz (râu)
Toplitz (de asemenea Toplitzbach) este un pârâu din partea stiriană a regiunii Salzkammergut din Austria.

## Curs
Toplitz începe la capătul vestic al Lacului Toplitz ca singura sa ieșire. Drumul său duce printr-o vale împădurită, trecând de satul Gößl. După 1,6 kilometri se varsă în lacul Grundlsee. După scurta origine al Traun din Kammersee, formează a doua parte a cursului râului, care apoi părăsește Grundlsee ca Grundlseer Traun.

## Restaurarea naturii
Din secolul al XVI-lea, lemnul de foc pentru salina din Bad Aussee a fost transportat din zona Lacului Toplitz peste Toplitz, iar cursul său a fost din ce în ce mai schimbat. Expansiunile și îndreptările s-au intensificat din nou după cel de-al Doilea Război Mondial. Acest lucru a distrus zonele de reproducere a peștilor și a crescut riscul de inundații.
În 2003 și 2004, Toplitz a fost renaturat. Măsurile de inginerie hidraulică, inclusiv introducerea de pietre, rădăcini și trunchiuri de copaci, au asigurat că pârâul să își regăsească singur albia originală. Zăgazul de la ieșirea din Lacul Toplitz a fost făcut circulabil pentru pești prin construirea unei rampe. Acest lucru a făcut posibil ca peștii să treacă nestingheriți și astfel să se realizeze din nou schimbul genetic între cele două lacuri. Râul este din nou o apă naturală importantă de reproducere pentru peștii locali, cum ar fi păstrăvul, păstrăvul de lac și cleanul. De asemenea, crabul de piatră a putut fi reintrodus. Riscul de inundații a fost redus.
În cadrul expoziției de stat din Stiria „Nebuni și vizionari” din 2005, a fost amenajată o potecă pe malurile Toplitz-ului, Parcursul Toplitz, care a fost proiectat artistic de Richard Kriesche și a transmis în mod impresionant vizitatorului o legătură între natură și artă, în opt stații.